# Veenidea
Veenidea is een geslacht van uitgestorven kreeftachtigen uit de klasse van de Ostracoda (mosselkreeftjes).

## Soorten
- Veenidea ariyalurensis Jain, 1975 †
- Veenidea casterensis Deroo, 1966 †
- Veenidea curfsensis Deroo, 1966 †
- Veenidea fortior (Veen, 1935) Deroo, 1966 †
- Veenidea hendriki Deroo, 1966 †
- Veenidea kunradensis Deroo, 1966 †
- Veenidea limburgensis (Veen, 1935) Deroo, 1966 †